# Lucifer (1.ª temporada)
A primeira temporada da série de televisão americana Lucifer estreou na FOX em 25 de janeiro de 2016 e terminou em 25 de abril de 2016 após a exibição de 13 episódios. A temporada é baseada no personagem Lucifer da DC Comics e foi produzida por Jerry Bruckheimer Television, Vertigo (DC Entertainment) e Warner Bros. Television, com Tom Kapinos, Ildy Modrovich, Len Wiseman, Jonathan Littman, Jerry Bruckheimer e Joe Henderson servindo como produtores executivos.
A série segue Lúcifer, interpretado por Tom Ellis, que está entediado e infeliz como o Senhor do Inferno, ele renuncia ao trono e deixa seu reino para ir para Los Angeles, onde acaba dirigindo sua boate "Lux". Ele se envolve em um caso de assassinato com a detetive Chloe Decker (Lauren German) e, posteriormente, é convidado a ser consultor da polícia de Los Angeles. Ellis e German se juntam aos membros do elenco principal Kevin Alejandro, D.B. Woodside, Lesley-Ann Brandt, Scarlett Estevez, Rachael Harris e Kevin Rankin.
A estréia da série foi vista por 7.16 milhões de espectadores e marcou 2.4 na faixa etária de 18 a 49 anos. A temporada recebeu críticas mistas dos críticos. A série foi renovada para uma segunda temporada em 7 de abril de 2016.

## Elenco e personagens
| - Tom Ellis como Lucifer Morningstar - Lauren German como Chloe Decker - Kevin Alejandro como Daniel "Dan" Espinoza - D. B. Woodside como Amenadiel - Lesley-Ann Brandt como Mazikeen - Scarlett Estevez como Beatrice "Trixie" Espinoza - Rachael Harris como Linda Martin - Kevin Rankin como Malcolm Graham | - Dawn Olivieri como Olivia Monroe - Heather Tom como Mel Graham - Lochlyn Munro como Anthony Paolucci - Kayla Ewell como Amanda Bello - Colman Domingo como Frank Lawrence - Rebecca De Mornay como Penelope Decker |

Nota
1. ↑  Rankin é creditado a partir do episódio "Wingman".

## Episódios
| N.º na série | N.º na temp. | Título                                                                 | Dirigido por      | Escrito por                   | Exibição original       | Audiência (milhões) |
| --- | ------------ | ---------------------------------------------------------------------- | ----------------- | ----------------------------- | ----------------------- | ------------------- |
| 1 | 1            | "Pilot" "(Piloto)" (BR)                                                | Len Wiseman       | Tom Kapinos                   | 25 de janeiro de 2016   | 7.16                |
| Lucifer Morningstar, o anjo aposentado do Inferno, é dono de um clube noturno de luxo em Los Angeles. Quando a estrela famosa que ele tenta ajudar é assassinada na frente dele por um traficante de drogas, ele usa seu poder de persuasão para ajudar a Detetive Chloe Decker a prender o verdadeiro culpado por trás do assassinato. O tempo todo, ele tem que lidar com o seu irmão, um anjo que, por ordens de seu "Pai", está tentando convencê-lo a voltar para o Inferno. |              |                                                                        |                   |                               |                         |                     |
| 2 | 2            | "Lucifer, Stay. Good Devil." "(Lucifer, Fique. Bom Diabo.)" (BR)       | Nathan Hope       | Joe Henderson                 | 1 de fevereiro de 2016  | 6.00                |
| Lucifer e Chloe trabalham juntos novamente para resolver um homicídio. Desta vez, é o homicídio do filho de uma estrela de cinema que foi morto por um paparazzo que frequentemente criava situações voláteis, a fim de obter o "primeiro furo" na história. |              |                                                                        |                   |                               |                         |                     |
| 3 | 3            | "The Would-Be Prince of Darkness" "(O Quase Príncipe das Trevas)" (BR) | Louis Milito      | Jason Ning & Jenn Kao         | 8 de fevereiro de 2016  | 5.47                |
| Quando uma estrela de futebol que Lucifer convenceu a perder a virgindade é preso pelo assassinato da menina com quem ele dormiu na noite anterior, Lucifer trabalha para provar sua inocência. |              |                                                                        |                   |                               |                         |                     |
| 4 | 4            | "Manly Whatnots" "(Atributos)" (BR)                                    | Matt Earl Beesley | Ildy Modrovich                | 15 de fevereiro de 2016 | 5.13                |
| Chloe e Lucifer investigam um caso de pessoas desaparecidas envolvendo uma garota, Lindsay Jolson, que estava envolvida com um artista. Lucifer complica a investigação por tentar seduzir Chloe várias vezes, na tentativa de entendê-la melhor. Enquanto isso, Amenadiel enfrenta Mazikeen sobre Lucifer. Ao ser encorajada por Lucifer, Chloe atira na perna dele. Para espanto de Lucifer, ele sente dor e sua perna sangra. |              |                                                                        |                   |                               |                         |                     |
| 5 | 5            | "Sweet Kicks" "(Sapatos)" (BR)                                         | Tim Matheson      | Sheri Elwood                  | 22 de fevereiro de 2016 | 4.86                |
| Lucifer auxilia Chloe em um caso envolvendo uma designer de sapatos que já esteve em uma gangue de rua. Ao fazer isso, Lucifer conscientemente se põe em perigo, pensando que isso seria interessante para testar a sua mortalidade. Ele e Chloe são finalmente resgatados de uma situação hostil por Mazikeen. Enquanto isso, Amenadiel surpreende a Dra. Martin, saindo de seu escritório depois do expediente, afirmando que ele é um psicoterapeuta que se mudou para o escritório ao lado. Os dois concordam em sair para beber e discutir abertamente sobre seus pacientes. |              |                                                                        |                   |                               |                         |                     |
| 6 | 6            | "Favorite Son" "(Filho Favorito)" (BR)                                 | David Paymer      | Jason Ning                    | 29 de fevereiro de 2016 | 3.91                |
| Quando um depósito é roubado e o segurança é assassinado, é descoberto que um item roubado pertence a Lucifer. Então, ele e Chloe trabalham para encontrar o culpado. Enquanto isso, Lucifer continua lutando com sua identidade e Amenadiel continua tentando usar a Dra. Martin para chegar a Lucifer. É revelado que o contêiner de transporte roubado de Lucifer guardava as asas dele. |              |                                                                        |                   |                               |                         |                     |
| 7 | 7            | "Wingman" "(Parceiro)" (BR)                                            | Eriq La Salle     | Alex Katsnelson               | 7 de março de 2016      | 4.24                |
| Lucifer continua a busca por suas asas e procura Amenadiel para conseguir ajuda. Amenadiel o rejeita de início, então, Lucifer pede ajuda a Chloe. Enquanto isso, Chloe pede para Dan ajudar a investigar o caso dos Palmetto, na esperança de que ela possa encontrar algo para confirmar suas suspeitas contra Malcolm, o policial que está em coma. As asas estão, aparentemente, prestes a ser vendida em um leilão. Lucifer vai até o leilão, onde Amenadiel aparece para ajudá-lo. Lucifer recupera suas asas, mas a queima, o que deixa Amenadiel furioso, e anuncia a Lucifer o seu próprio retorno ao seu antigo trono como o Rei do Inferno. Chloe e Dan encontram uma nova pista sobre o caso dos Palmetto. |              |                                                                        |                   |                               |                         |                     |
| 8 | 8            | "Et Tu, Doctor?" "(Et Tu, Doutor?)" (BR)                               | Eagle Egilsson    | Jenn Kao                      | 14 de março de 2016     | 3.86                |
| Sentindo-se renascido, Lucifer comemora seu aniversário em seu clube noturno. Malcolm, que acorda de seu coma, também comemora sua volta. Chloe e Lucifer investigam o assassinato de uma terapeuta controversa que defende o adultério como um meio de salvar relacionamentos. Enquanto isso, Lucifer conversa com sua própria terapeuta, Dra. Linda Martin, sobre o caso, numa tentativa de "resolver" a questão de Chloe com Dan. Enquanto o caso de assassinato é resolvido, Lucifer percebe o que está acontecendo com ele. Malcolm encontra Chloe para explicar que, quem o matou a tiros claramente não tem problemas com a polícia. Então, Chloe e Lucifer procuram o parceiro de Malcolm, mas descobrem que ele está morto por motivos de suicídio, enquanto Dan misteriosamente se encontra com Malcolm. |              |                                                                        |                   |                               |                         |                     |
| 9 | 9            | "A Priest Walks Into a Bar" "(Um Padre Entra no Bar)" (BR)             | David Frazee      | Chris Rafferty                | 21 de março de 2016     | 3.82                |
| Lucifer e Chloe investigam quando um padre pede a ajuda de Lucifer para parar um contrabando de drogas que ele acredita que está sendo dirigido pelo conselheiro da igreja em um centro de juventude local. No entanto, um problema surge quando o conselheiro é encontrado morto e a suspeita cai rapidamente sobre o padre. Enquanto isso, Amenadiel se reúne com Malcolm para discutir o motivo de ele ter o trazido de volta do Inferno, e esse motivo é matar alguém. |              |                                                                        |                   |                               |                         |                     |
| 10 | 10           | "Pops" "(Pops)" (BR)                                                   | Tara Nicole Weyr  | Alex Katsnelson & Mike Costa  | 28 de março de 2016     | 3.76                |
| Chloe e Lucifer investigam a morte por envenenamento do proprietário/chef de um sofisticado restaurante mexicano a qual Lucifer admira. A suspeita recai sobre o filho do proprietário distante, um viciado em drogas em recuperação, e a sub-chef, Anne, que assumiria o controle do restaurante se o filho estivesse fora de cogitação. A investigação se complica pela chegada surpresa da mãe de Chloe, Penelope Decker, a quem Lucifer também admira. Em casa, Chloe e Penelope discutem sobre Trixie, fazendo com que Trixie fuja para encontrar Lucifer, mas ela acaba fazendo amizade com Mazikeen. Enquanto isso, Malcolm revela a Dan seu plano de matar Lucifer, conforme foi mandado por Amenadiel. Mazikeen visita a Dra. Martin como uma paciente. Dan encontra-se com Malcolm novamente, dizendo que não pode deixar Malcolm matar Lucifer. Então, eles acabam brigando e Dan perde. |              |                                                                        |                   |                               |                         |                     |
| 11 | 11           | "St. Lucifer" "(Santo Lucifer)" (BR)                                   | Mairzee Almas     | Sheri Elwood & David McMillan | 11 de abril de 2016     | 3.44                |
| Lucifer encontra-se fazendo um emocionante trabalho de caridade, e começa a se explorar, doando para uma instituição de caridade local em homenagem ao seu fundador morto, Tim Dunlear. Amenadiel encontra companheirismo improvável. Enquanto isso, Dan, mantido em cativeiro por Malcolm, tenta escapar e avisar Lucifer antes que Malcolm o encontre. Mais tarde, Lucifer descobre algo novo sobre sua mortalidade. |              |                                                                        |                   |                               |                         |                     |
| 12 | 12           | "#TeamLucifer" "(#TimeLucifer)" (BR)                                   | Greg Beeman       | Ildy Modrovich                | 18 de abril de 2016     | 3.81                |
| Quando um membro de uma igreja satânica é morto, Lucifer fica muito perturbado, pois ninguém mataria em seu nome. Quando ele descobre que é Malcolm quem está matando as pessoas para homenageá-lo, Lucifer ameaça o atormentar, mas é interrompido por Amenadiel, que deixa Malcolm fugir. Eles começam a lutar entre si, até que são interrompidos por Mazikeen. Mais tarde, Chloe vai até o clube noturno para conversar com Lucifer, mas acaba encontrando o corpo morto do pregador de rua que foi visto discutindo com Lucifer na TV mais cedo. Em outros lugares, após perceber que Chloe faz com que ele se torne fisicamente vulnerável, Lucifer começa a ficar paranóico. |              |                                                                        |                   |                               |                         |                     |
| 13 | 13           | "Take Me Back to Hell" "(Leve-me de Volta ao Inferno)" (BR)            | Nathan Hope       | Joe Henderson                 | 25 de abril de 2016     | 3.89                |
| Amenadiel salva Lucifer de ser preso por Chloe. Eles vão ao escritório falso de Amenadiel e a Dra. Martin aparece de repente. Embora surpresa ao saber que eles são irmãos, ela lhes dá uma breve sessão. Lucifer se une a Amenadiel para rastrear o paradeiro de Malcolm, enquanto Chloe e Mazikeen procuram Lucifer. Amenadiel encontra Malcolm e eles lutam, fazendo com que Amenadiel seja fatalmente ferido. Ele é salvo por Mazikeen, que usa uma pena da asa de Lucifer da qual ela tinha. Chloe consegue pôr as mãos no dinheiro de Malcolm, e Dan se voluntaria a limpar o nome de Lucifer do crime no qual ele foi acusado. Malcolm sequestra Trixie para forçar Chloe a devolver seu dinheiro, e, ao tentar salvar Chloe e sua filha, Lucifer é morto a tiros por Malcolm. Lucifer reza para Deus proteger Chloe, prometendo trabalhar para Ele novamente se que Ele quiser. Deus ressuscita Lucifer com força total, mas não antes de lhe mostrar uma visão de algo muito perturbador. Lucifer e Chloe matam Malcolm pelo bem, e Lucifer revela para Amenadiel que, em troca de ressucitá-lo, Deus lhe pediu para recuperar uma alma que fugiu do Inferno. Claramente preocupado, Lucifer diz para seu irmão que a alma que escapou do Inferno é a mãe deles. |              |                                                                        |                   |                               |                         |                     |

## Produção

### Desenvolvimento
Em 16 de setembro de 2014, foi anunciado que Tom Kapinos estava desenvolvendo a serie Lucifer para Fox, basada no personagem de mesmo nome das HQs The Sandman, que mais tarde se convirteu no protagonista de sua própria HQ derivada, ambos publicados pela Vertigo da DC Comics, com a DC Entertainment e Warner Bros. Television como empresas produtoras. Em 3 de fevereiro de 2015, foi anunciado que a Fox aprovou a realização do episodio piloto. Em 19 de fevereiro de 2015, foi anunciado que Jerry Bruckheimer e Jonathan Littman seriam produtores executivo, Kristie Anne Reed co-produtora executiva, Jerry Bruckheimer Television produtor, e que Len Wiseman dirigiria o episódio piloto. Em 8 de maio de 2015, a Fox ordenou Lucifer para uma série e que Ildy Modrovich também seria produtora executiva. Em 9 de maio de 2015, foi anunciado que Joe Henderson havia sido contratado para atuar como showrunner da serie. Em 22 de maio de 2015, Henderson assinou um contrato de dois anos para continuar como showrunner em Lucifer.

### Roteiro
Na Television Critics Association, o showrunner Joe Henderson declarou: “Nós seguimos as dicas do personagem de quadrinhos [Lucifer]. Ele não é mau, ele é apenas um filho rebelde que decidiu que queria o que seu pai tinha e não entende por que ele não conseguiu... Ele é travesso, brincalhão, honesto e abraça seus desejos... Lucifer tenta explorar a humanidade e seus desejos". Ele continuou que "não há nada errado com ele; de fato, não há nada errado com muitos de nossos desejos que mantemos ocultos porque temos vergonha deles ou não queremos agir de acordo com eles. Às vezes a verdade te liberta. Essa é uma das coisas que acho interessantes sobre o personagem." Tom Ellis acrescentou que "Lucifer diz a si mesmo: Eu sou o diabo porque sou inerentemente mau ou sou o diabo porque o querido pai decidiu que eu era?". Len Wiseman, produtor executivo, disse que "Lucifer é fascinado por crimes e por que as pessoas são motivadas a fazer o que fazem".

### Casting
Em 27 de fevereiro de 2015, foi anunciado que Tom Ellis interpretaria Lucifer Morningstar, o personagem principal. Em 3 de março de 2015, Lina Esco foi escolhida como Maze, um demônio feroz na forma de uma bela jovem. Uma semana depois, Lauren German foi anunciada como Chloe, uma detetive de homicídios do Departamento de Polícia de Los Angeles que é repelida e fascinada por Lucifer. Em 12 de março de 2015, foi anunciado que D.B.  Woodside foi escalado para o papel principal de Amenadiel, um anjo enviado a Los Angeles para persuadir Lucifer a voltar ao inferno, no mesmo dia Rachael Harris foi anunciada como Linda, uma terapeuta que Lucifer encontra inicialmente ao trabalhar com Chloe para resolver um caso. Nicholas Gonzalez foi anunciado como Dan, um detective de homicídios do Departamento de Polícia de Los Angeles que desconfia da participação de Lucifer com sua esposa e filha. Em 17 de março de 2015, Lesley-Ann Brandt foi escolhida para substituir a Esco no papel de Maze. Em 1 de julho de 2015, foi anunciado que Kevin Alejandro substituiria Gonzalez no papel de Dan. Em 5 de outubro de 2015, Kevin Rankin foi escalado para o papel principal de Malcolm Graham, um detetive que, por baixo de sua natureza calma, é um mestre manipulador.

### Filmagens
Embora o piloto tenha sido filmado em Los Angeles, o resto da temporada foi filmado em Vancouver, Columbia Britânica.

## Recepção

### Resposta da crítica
No site agregador de críticas Rotten Tomatoes, a temporada tem uma classificação de aprovação de 49% com base em 43 avaliações, com uma classificação média de 5.36/10. O consenso crítico do site diz: "Lucifer tem apelo sexual, mas o formato de procedimento policial do programa prejudica uma premissa potencialmente divertida". O Metacritic, usando uma média ponderada, obteve uma pontuação de 49 em 100, com base em 26 avaliações, indicando "avaliações mistas ou médias".
A série recebeu críticas mistas. Jessica Rawden, do CinemaBlend, deu 3,5/5 e disse: "Não posso repetir o suficiente o quão divertido é Lucifer". Michael Slezak, da TVLine, deu à série um C+ e declarou: "Até ou a menos que a equipe editorial do programa se aprofunde e explore esses instintos mais sombrios... Lucifer se sente preso no purgatório criativo". Sadie Gennis, da TV Guide, disse: "Um programa sobre o demônio literal que faz parceria com o Departamento de Polícia de Los Angeles para solucionar crimes aciona a rolagem automática dos olhos. No entanto, o programa reconhece o absurdo de sua própria premissa de uma maneira inegavelmente divertida". Alasdair Wilkins, do The A.V. Club deu à série um C+ e disse em sua resenha que "Onde a série de quadrinhos de Lucifer oferece uma profunda meditação sobre a natureza do livre arbítrio, o programa de televisão Lucifer insere seu personagem principal no que é basicamente a premissa de Castle". Vicki Hyman, do Newark Star-Ledger, deu à série um C- e afirmou que "Saímos de um programa tão brega quanto ridiculamente improvável". Verne Gay, do Newsday, deu um C e disse: "Este estranho Lucifer é principalmente uma repetição do procedimento policial". Hannah Shaw-Williams, do ScreenRant, disse em sua resenha que Lucifer fez muitos favores na escolha de um ator principal forte, mas Ellis não pode dirigir o programa sozinha. A escrita do programa é muito mansa para abranger todas as implicações de um personagem principal que é literalmente o Diabo". Max Nicholson, da IGN Movies, atribuiu uma classificação de 6.9/10 e afirmou em sua resenha: "Tom Ellis traz um charme diabólico ao Lucifer de Neil Gaiman, mas a reviravolta do drama policial do programa não é atraente". Karen Rought, de Hypable, diz que o piloto de Lucifer se destaca entre os lançamentos de 2015-2016. A música é absolutamente perfeita para o programa... O diálogo é ágil e irônico, e Tom Ellis é absolutamente perfeito como Lucifer, Senhor do Inferno". David Wiegand, do San Francisco Chronicle, deu à série 2/4 e declarou: "Existe uma química agradável, mas previsível, entre Ellis e German, e embora a Fox tenha disponibilizado apenas um episódio para os críticos, o conceito do programa é tão óbvio que é fácil ver exatamente para onde irá, a menos que se cancele primeiro".
Jeff Jensen, da Entertainment Weekly, deu-lhe um C+ e disse: "O formato convencional da hora do crime incinera tudo de estranho e enérgico sobre o conceito". Dan Fienberg, de The Hollywood Reporter, pensou que "Em algum momento ao longo do caminho, você provavelmente se perguntará se essa é a coisa menos interessante que Belzebu fez ao matar o tempo no plano mortal". Kristy Puchko da Comic Book Resources disse: "Seria melhor assistir a qualquer outro drama de detetive que eu comparei com o sem vida Lucifer. Apenas preste atenção ao meu aviso: fique longe deste festival de mediocridade de meio da temporada". Gail Pennington de St. Louis Post-Dispatch deu 2.5/4 e disse: "Houve protestos contra tornar Lucifer um cara legal, mas, na verdade, ele é principalmente um cara orgulhoso com um sorriso assustador. E, como sua parceira relutante, German é tão branda quanto seus colegas em muitos shows melhores". Robert Lloyd do Los Angeles Times disse que "De fato, os mistérios são quase irrelevantes; sua quilometragem variará com precisão em função de como os estúdios gostam. Demos uma volta». Brian Lowry, da Variety, disse em sua resenha que "Se algo cheira um pouco a mofo, infelizmente é menos provável que seja enxofre do que o cheiro a mofo de um conceito superaquecido". Brian Moylan do The Guardian, disse "É agradável, mas adere a uma estrada mais percorrida do que a estrada para o inferno". Neil Genzlinger, do The New York Times, declarou: "Até os satanistas pegam o controle remoto quando... O diabo merece mais do que... Oh, inferno, Lucifer da Fox é tão terrível que ele nem justifica o esforço de uma linha de abertura inteligente". Robert Bianco do USA Today disse "Portanto, o melhor conselho é fazer exatamente o que você provavelmente faria de qualquer maneira: assista Lucifer enquanto você estiver gostando e pare quando não estiver".
Em sua resenha do episódio "Take Me Back to Hell", David Zapanta do Den of Geek deu ao episódio uma nota 5/5 e disse: "Eu posso admitir que não fui fã do programa no começo. Mas o diabo tem uma maneira de ficar sob sua pele, e eu definitivamente estou ansioso por outra temporada de Lucifer".

### Audiência
| №  | Título                            | Exibição original       | Rating/share (18–49) | Audiência (em milhões) | DVR (18–49) | Audiência em DVR (milhões) | Total (18–49) | Audiência total (em milhões) |
| -- | --------------------------------- | ----------------------- | -------------------- | ---------------------- | ----------- | -------------------------- | ------------- | ---------------------------- |
| 1  | "Pilot"                           | 25 de janeiro de 2016   | 2.4/7                | 7.16                   | 1.4         | 3.63                       | 3.8           | 10.78                        |
| 2  | "Lucifer, Stay. Good Devil."      | 1 de fevereiro de 2016  | 2.0/6                | 6.00                   | 1.1         | 3.30                       | 3.1           | 9.30                         |
| 3  | "The Would-Be Prince of Darkness" | 8 de fevereiro de 2016  | 1.7/5                | 5.47                   | 1.1         | 3.00                       | 2.8           | 8.46                         |
| 4  | "Manly Whatnots"                  | 15 de fevereiro de 2016 | 1.6/4                | 5.13                   | 1.1         | 2.97                       | 2.7           | 8.10                         |
| 5  | "Sweet Kicks"                     | 22 de fevereiro de 2016 | 1.5/4                | 4.86                   | 1.1         | 2.97                       | 2.6           | 7.83                         |
| 6  | "Favorite Son"                    | 29 de fevereiro de 2016 | 1.3/4                | 3.91                   | 1.1         | 3.00                       | 2.4           | 6.91                         |
| 7  | "Wingman"                         | 7 de março de 2016      | 1.3/4                | 4.24                   | 1.0         | 2.80                       | 2.3           | 7.04                         |
| 8  | "Et Tu, Doctor?"                  | 14 de março de 2016     | 1.2/4                | 3.86                   | 1.1         | 3.05                       | 2.3           | 6.91                         |
| 9  | "A Priest Walks into a Bar"       | 21 de março de 2016     | 1.2/4                | 3.82                   | 1.1         | 3.04                       | 2.3           | 6.86                         |
| 10 | "Pops"                            | 28 de março de 2016     | 1.2/4                | 3.76                   | 1.1         | 2.94                       | 2.3           | 6.68                         |
| 11 | "St. Lucifer"                     | 11 de abril de 2016     | 1.1/4                | 3.44                   | 1.0         | 2.86                       | 2.1           | 6.28                         |
| 12 | "#TeamLucifer"                    | 18 de abril de 2016     | 1.3/4                | 3.81                   | 0.9         | 2.68                       | 2.2           | 6.49                         |
| 13 | "Take Me Back to Hell"            | 25 de abril de 2016     | 1.3/4                | 3.89                   | 0.9         | 2.68                       | 2.2           | 6.57                         |